# Becky Hammon
Rebecca Lynn "Becky" Hammon (Rapid City, Dakota del Sur; 11 de marzo de 1977) es una entrenadora y exjugadora profesional de baloncesto estadounidense nacionalizada rusa, que actualmente entrena a Las Vegas Aces de la WNBA. Con 1,68 metros de altura, pasó la mayor parte de su carrera en la posición de base, destacando por su habilidad para las asistencias y su porcentaje en la línea de tiros libres.
Desde 2014 fue entrenadora asistente de los San Antonio Spurs de la NBA, y el 30 de diciembre de 2020 se convirtió en la primera mujer en la historia que dirige a un equipo en un partido oficial de la NBA.
Como jugadora de la WNBA jugó primero en las filas del New York Liberty (1999-2006) y después en el San Antonio Stars (2007-2014). En 2001 probó suerte en Italia con el Trentino Rovereto (2001-2002). En la temporada 2006-2007 jugó en España, en el Rivas Ecópolis. Marchó a Rusia con el CSKA Moscú (2007-2009), regresó de nuevo a España con el Ros Casares Valencia (2009-2010) y otra vez a Rusia hasta 2012 con el Nadezhda Oremburgo (2010-2011) y el Spartak Región de Moscú (2011-2012). El 23 de julio de 2014 anunció su retirada como jugadora profesional. Rebecca está considerada como una de las mejores jugadoras de la historia de la WNBA, siendo incluida en un Top-15 en 2011 y en un Top-20 de mejores jugadoras de la liga norteamericana.

## Carrera

### Jugadora

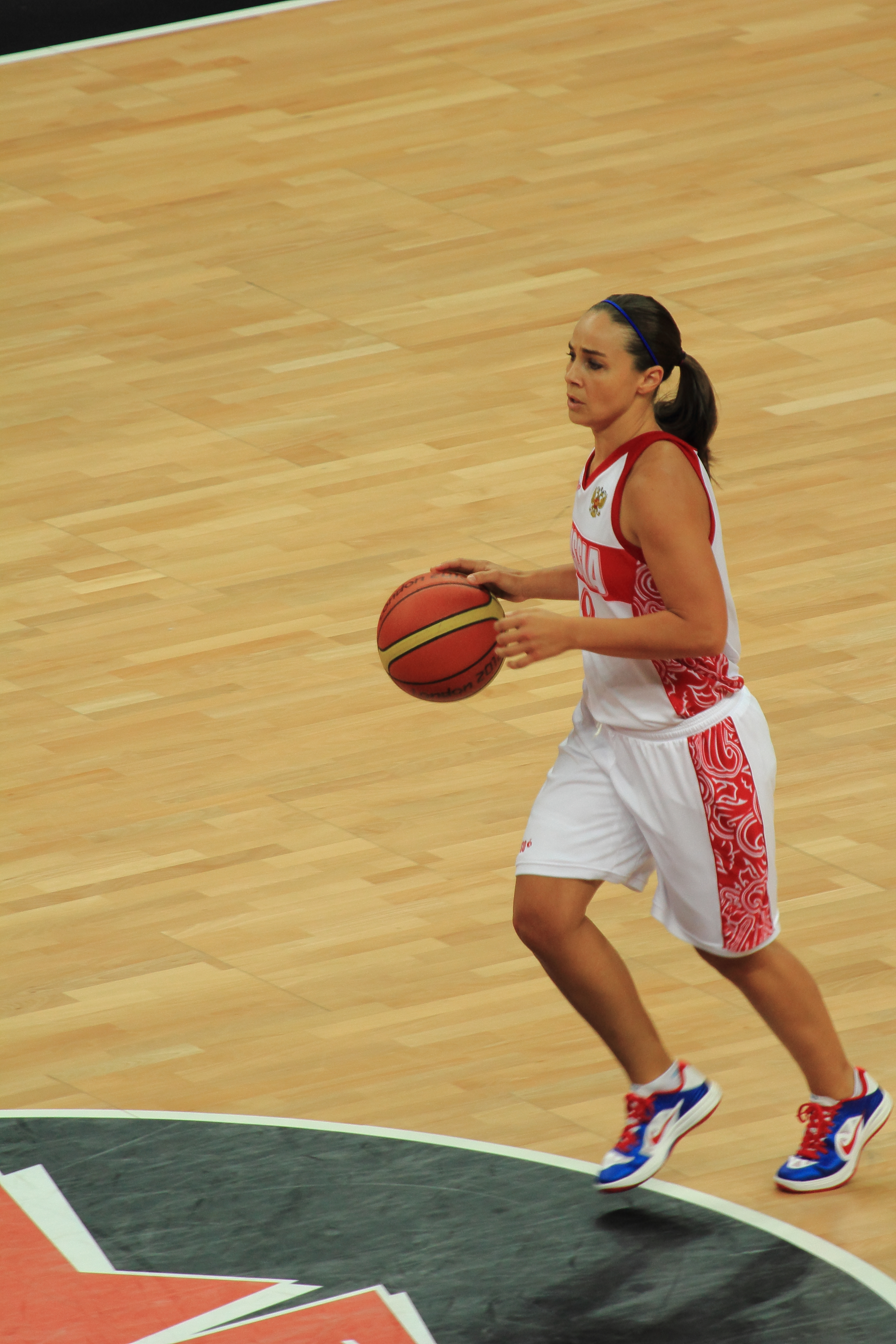
Becky Hammon en los Juegos Olímpicos de Londres 2012.

A pesar de no ser escogida en el Draft de la WNBA de 1999, se unió a las New York Liberty efectuando un papel de suplente de la base titular Teresa Weatherspoon. En 2004 sería nombrada cocapitana del equipo, cargo que ocuparía hasta su marcha en 2006, cuando puso rumbo a las San Antonio Stars. Con el equipo tejano consiguió asentarse en la Liga como una de las mejores bases de la competición. Fruto de ello fueron sus dos nominaciones a mejor equipo del año, en los años 2007 y 2009.
En 2014 decidió poner fin a su carrera como jugadora profesional y empezar su carrera como entrenadora.
El 25 de junio de 2016, su dorsal 25 fue retirado por las Stars, siendo la primera mujer en tener un dorsal retirado en dicho equipo.

### Entrenadora
Desde que fichara en el 2014 como entrenadora asistente de Gregg Popovich en los San Antonio Spurs, ha ejercido en el cargo todas las temporadas. En el verano de 2015, fue elegida como entrenadora principal para dirigir a los Spurs en la NBA Summer League, título que acabarían ganando.
El 30 de diciembre de 2020 tras la expulsión de Gregg Popovich a falta de 3:56 para el descanso, tomó el mando de los Spurs en su partido frente a Los Angeles Lakers convirtiéndose en la primera mujer que entrena en un partido de la NBA.
A finales de diciembre de 2021, se hace oficial su contratación como entrenadora principal del equipo Las Vegas Aces de la WNBA. Al término de su primera temporada es nombrada Entrenador del Año de la WNBA.
El 1 de abril de 2023 se hizo oficial su inclusión en la promoción de 2023 del Basketball Hall of Fame. El 12 de agosto se celebra la ceremonia de su inclusión en el Hall of Fame.
En octubre de 2023 consigue su segundo título consecutivo de la WNBA como entrenadora.

## Galardones y logros

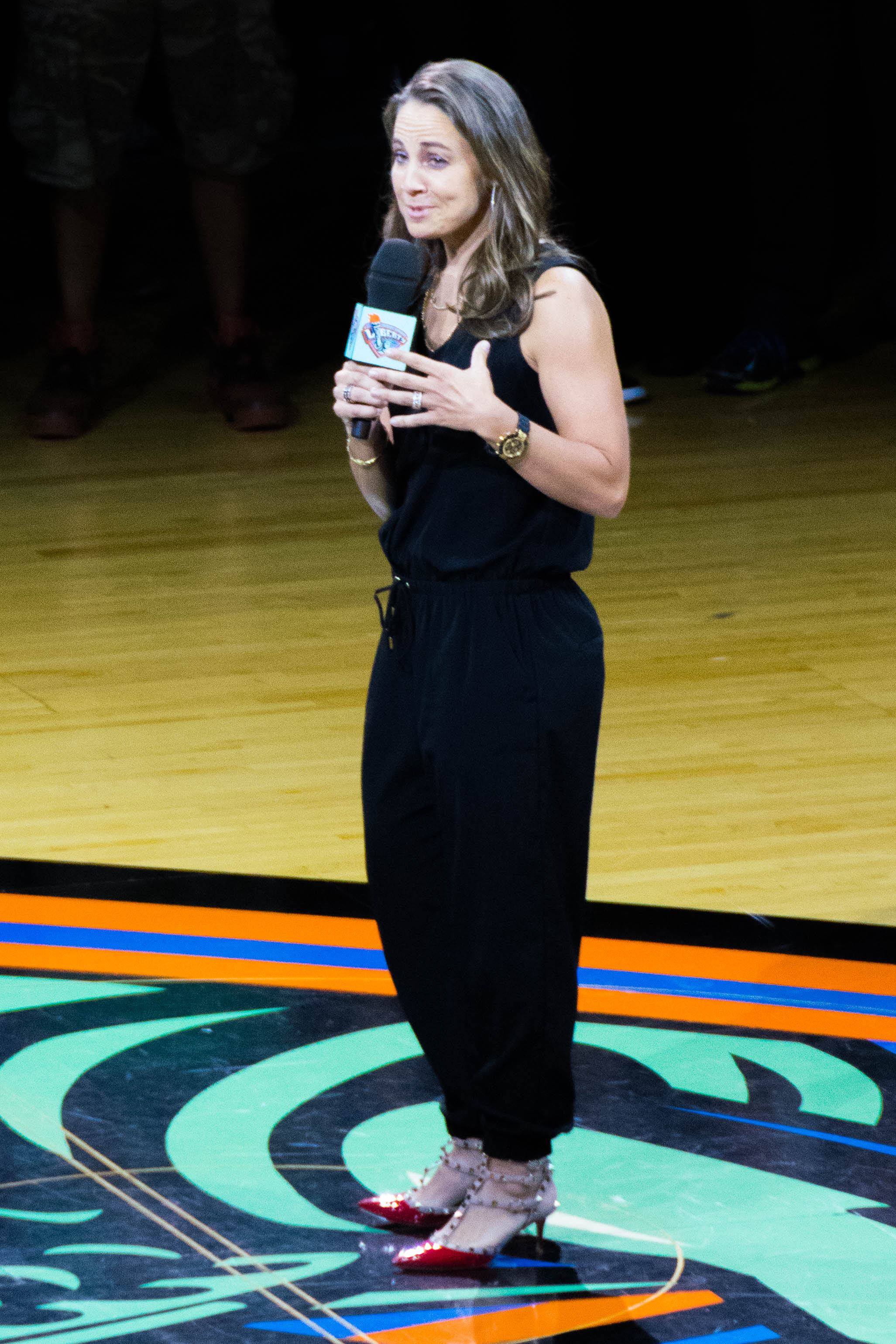
Becky Hammon en 2015.

### Títulos en WNBA
- Campeona de la Conferencia Este (3): 1999, 2000 y 2002
- Campeona de la Conferencia Oeste (1): 2008

### Títulos en Europa
- Campeona de la Liga de España (1): 2010
- Campeona de la Copa de la Reina (1): 2010

### Distinciones individuales
Jugadora
- All-Star (6): 2003, 2005-2007, 2009 y 2011
- Mejor Quinteto de la WNBA (2): 2007 y 2009
- Segundo Mejor Quinteto de la WNBA (2): 2005 y 2008
- Máxima Asistente de la WNBA (1): 2007
- Top15 Mejores Jugadoras de la Historia de la WNBA: 2011
- Top20 Mejores Jugadoras de la Historia de la WNBA: 2016
- Número 25 retirado por San Antonio Stars
- Basketball Hall of Fame (2023).[8]

Entrenadora
- Entrenador del Año de la WNBA (1): 2022
- Campeona WNBA (2): 2022, 2023
- WNBA Commissioner's Cup (1): 2022